# Chủ nghĩa tiền phong

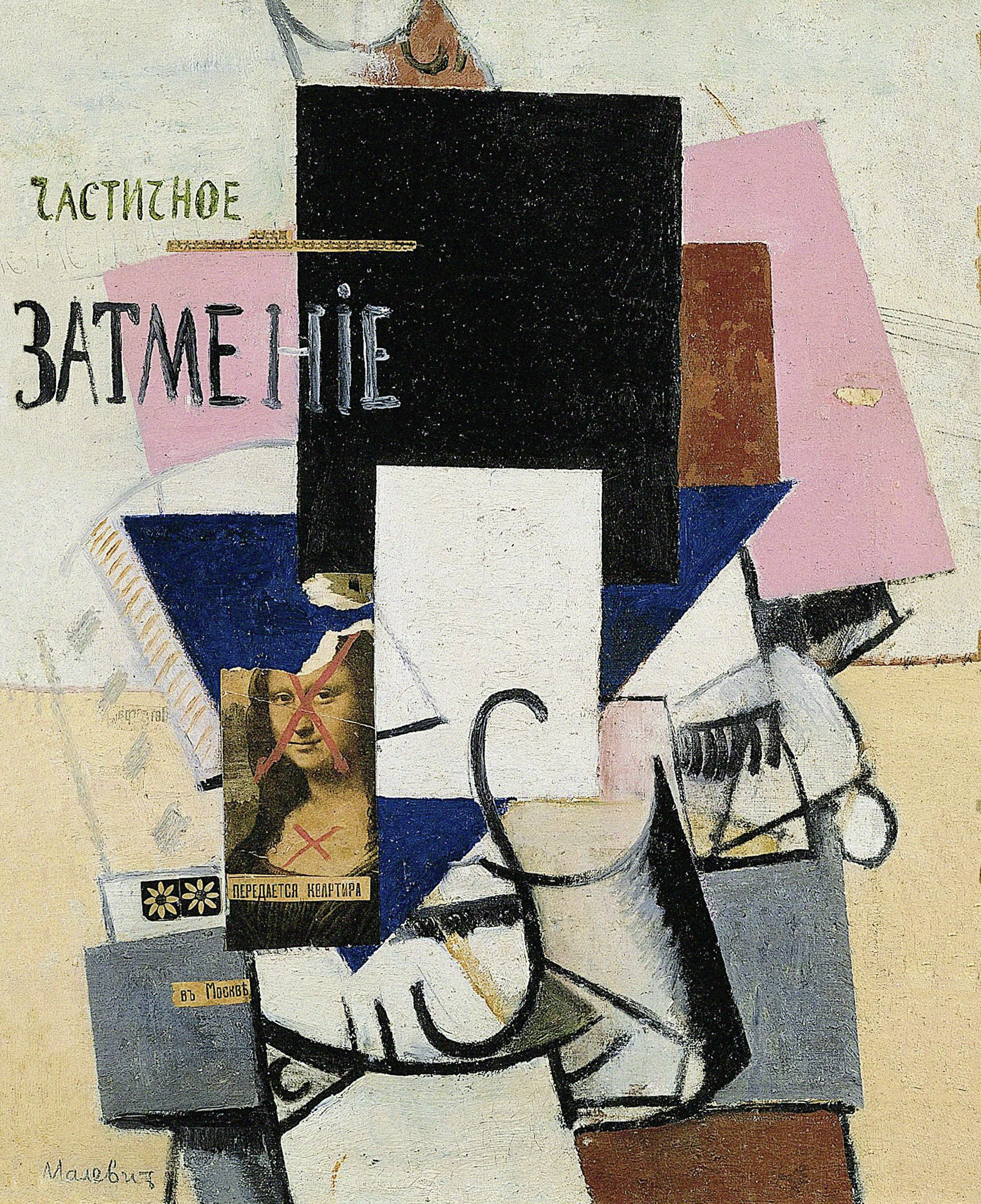
Composition with the Mona Lisa, 1914

Chủ nghĩa tiền phong là một thuật ngữ ước lệ, dùng để nói gộp về một số trào lưu trong nghệ thuật Thế kỷ XX mà đặc tính chung là: từ bỏ truyền thống Chủ nghĩa hiện thực, xem việc phá bỏ những nguyên tắc, phương tiện tạo dựng hình thức nghệ thuật đã định hình là phương hướng đạt tới mục tiêu nghệ thuật của mình. Chủ nghĩa tiền phong phê phán chủ nghĩa duy mỹ của nghệ thuật truyền thống, đi tìm những phương cách (thường là phi thẩm mỹ) tác động thẳng đến người tiếp nhận (độc giả, thính giả, khán giả). Trong số những phương cách ấy có: nhấn mạnh tính biểu cảm, nhằm vào cảm xúc trực tiếp (Chủ nghĩa biểu hiện), sùng bái máy móc, đem đối lập máy với sự bất toàn của người, ý tưởng về mục đích tự thân của ngôn từ (Chủ nghĩa vị lai), phá bỏ tính hàm nghĩa của ngôn từ, "tính tự động tâm lý", tác động vào các xung động vô thức (Chủ nghĩa siêu thực), v.v...
Chủ nghĩa tiền phong gạt bỏ những yếu tố của Chủ nghĩa hiện thực trong nghệ thuật như cốt truyện, tính cách, xem chúng như biểu hiện của thái độ tiếp cận tư tưởng "giả dối" đối với thực tại. Bản chất sáng tạo của chủ nghĩa tiền phong gắn với tính năng động của tiến bộ công nghệ khoa học (là cái làm biến đổi rõ rệt diện mạo và nhịp điệu của thế giới hiện đại), gắn với sự phát triển tư duy trừu tượng (là cái thu hút các cấu trúc liên tưởng vào nghệ thuật). Gắn với điều này là xu hướng nghệ thuật tinh hoa trong chủ nghĩa tiền phong, là xu thế tạo ra một độ căng đầy cảm quan thể chất giữa cái cấu trúc không thâm nhập được của tác phẩm với ý thức người thụ cảm (tiểu thuyết mới, vốn chứa đựng vô số những thống kê về đồ vật; thơ cụ thể, trong đó chỉ có các cấu trúc hình thức, kịch phi lý,...). Nhìn chung, việc phá bỏ các chuẩn mực và các yếu tố tạo hình thức đã định hình (mà những môn đồ của chủ nghĩa tiền phong được xem là chướng ngại cho một sự tri giác phù hợp nhất với thực tại) được thực hiện bằng cách lĩnh hội thực tại bằng trực giác (kể cả kiểu trực giác huyền thoại hóa), hoặc bằng cách xác nhận tính bất khả thi của sự lĩnh hội ấy, do bị lạ hóa hoàn toàn khỏi thực tại.

## Các nghệ sĩ
| - Kazimir Malevich (1878 - 1935), họa sĩ |